# 1993 en Tunisie
Chronologie de la Tunisie
- 1989
- 1990
- 1991
- 1992
- 1993
- 1994
- 1995
- 1996
- 1997

Cet article présente les faits marquants de l'année 1993 en Tunisie ou relatifs à la Tunisie.

## Événements
- Le Code du statut personnel connaît une évolution : les femmes peuvent transmettre leur patronyme et leur nationalité à leurs enfants ; elles peuvent également ouvrir leur propre livret de caisse d'épargne[1].
- Le code du travail est réformé pour assurer l'égalité des hommes et des femmes[1].
- 12 juillet : une loi érige la mère en chef de famille avec le droit de représenter ses enfants dans une série d'actes juridiques de la vie quotidienne ; une Tunisienne mariée à un étranger peut désormais transmettre automatiquement sa nationalité à ses enfants même si ces derniers sont nés à l'étranger.
- 6 septembre : le premier contingent militaire tunisien part pour le Rwanda[2].
- 22 novembre : le décret no 93-2378 porte organisation du ministère de la Culture[3].
- 23 décembre : les députés adoptent un amendement du code électoral pour permettre aux représentants de l'opposition de faire leur entrée à la Chambre des députés.

## Sports

### Athlétisme
- Championnats de Tunisie d'athlétisme 1993

### Football
- Coupe des clubs champions arabes de football 1993
- Équipe de Tunisie de football en 1993
- Championnat de Tunisie de football 1992-1993
- Championnat de Tunisie de football 1993-1994
- Coupe de Tunisie de football 1992-1993
- Coupe de Tunisie de football 1993-1994

### Handball
- Championnat de Tunisie masculin de handball 1992-1993
- Championnat de Tunisie masculin de handball 1993-1994

### Volley-ball
- Équipe de Tunisie de volley-ball en 1993
- Championnat de Tunisie masculin de volley-ball 1992-1993
- Championnat de Tunisie masculin de volley-ball 1993-1994

## Culture
- Le Nombril du monde, film franco-tunisien réalisé par Ariel Zeitoun et sorti en 1993.

## Naissances en 1993
- Naissance en Tunisie en 1993

## Décès en 1993
- Décès en Tunisie en 1993